# Жельдыколь
Жельдыколь (каз. Желдікөл) — озеро в Жамбылском районе Северо-Казахстанской области Казахстана. Находится в 4 км к западу от села Святодуховка.
По данным топографической съёмки 1940-х годов, площадь поверхности озера составляет 1,22 км². Наибольшая длина озера — 1,6 км, наибольшая ширина — 1 км. Длина береговой линии составляет 4 км, развитие береговой линии — 1,02. Озеро расположено на высоте 148,5 м над уровнем моря.